# La Revue du jazz
 (novembre 2017).
La Revue du jazz est l'organe officiel du Hot Club de France créé en juillet 1929. C'est la première revue mensuelle consacrée au jazz.  
Elle est fondée par le chef d’orchestre Krikor Kelekian, dit Grégor. René Cézard en est le gérant et les journalistes, des "bénévoles". Philippe Brun, trompettiste de l'orchestre de Gregor, les "Grégoriens", se charge d'écrire les chroniques de disques des numéros d'octobre et de novembre 1929. Rôle qu'il quitte pour rejoindre en Angleterre la formation instrumentale de Jack Hylton. Il sera remplacé par Hugues Panassié qui signera les chroniques de disques des deux derniers numéros de la Revue du jazz. Sa publication irrégulière durera à peine un an jusqu'au dernier numéro en mars 1930.  
Elle renaît en janvier 1949, sous l'impulsion d'Hugues Panassié, qui, démissionnaire en décembre 1946 de Jazz Hot, en devient le rédacteur en chef. Son titre est La Revue du jazz organe officiel du Hot Club de France

## Caractéristiques
Elle a pour objet la promotion du jazz autant que la défense d’un « jazz à la française ». Grégor y plaide aussi pour la création d’un « conservatoire du jazz ». Corporatisme et réflexes protectionnistes conditionnent ainsi dès l’origine le fonctionnement d’une partie des musiciens français, alors qu’ils n’ont encore que partiellement assimilé le jazz. 
Les rubriques sont confiées à des spécialistes confirmés tels que Ray Ventura ou les pianistes Stéphane Mougin, Lucien Moraweck, Yatore et le saxophoniste Serge Glykzon.  
Si on se réfère aux tout premiers journalistes de la rédaction : « nous manquions en France d'un périodique professionnel pouvant servir d'union entre les éditeurs, les chefs d'orchestre et les musiciens de danse. Les Américains ont le Métronome, les Anglais le Melody Maker, les Allemands Der Artist, nous avons à notre tour la Revue du jazz. Les rubriques de notre magazine seront toutes confiées à des spécialistes au talent éprouvé. »

## Structure du magazine
La revue propose plusieurs rubriques régulières : "Nouvelles d'Amérique" / Dossiers thématiques sur des musiciens, formations... / Chronique des disques / Les Éditions / Le jazz en France / Les concerts / Cinéma et radio / Bulletin du Hot-Club de France... 